# Oreopanax acerifolius
Oreopanax acerifolius là một loài thực vật có hoa trong Họ Cuồng. Loài này được (Willd. ex Schult.) Seem. mô tả khoa học đầu tiên năm 1865.